# 武藤一羊
武藤 一羊（むとう いちよう、1931年9月14日 - ）は、日本の社会運動家。ニューヨーク州立大学教授を務めた。

## 略歴
東京生まれ。1952年、東京大学文学部を退学となる。
その後、原水爆禁止日本協議会国際部に勤務。1965年、ベトナムに平和を!市民連合に参加し、注目される。1973年、アジア太平洋資料センターの設立に参加する。1996年までアジア太平洋資料センターの代表を務める。1998年、ピープルズ・プラン研究所を設立する。
1983年から2000年にかけて、ニューヨーク州立大学ビンガムトン分校の社会学教授であった。
父は、元判事で明治学院大学院長だった武藤富男。

## 著書
- 『主体と戦線 反戦と革命への試論』（合同出版） 1967
- 『フランス五月の教訓』 (統一新聞社、70年シリーズ） 1969
- 『支配的構造の批判』（筑摩書房） 1970
- 『根拠地と文化 第三世界との合流を求めて』（田畑書店） 1975
- 『日本国家の仮面をはがす アジア民衆の文脈のなかで』（社会評論社） 1984
- 『政治的想像力の復権』（御茶の水書房） 1988
- 『ヴィジョンと現実 グローバル民主主義への架橋』（インパクト出版会） 1998
- 『〈戦後日本国家〉という問題 この蛹からどんな蛾が飛び立つのか』（れんが書房新社） 1999
- 『帝国の支配 / 民衆の連合 グローバル化時代の戦争と平和』（社会評論社） 2003.2　ISBN 978-4-7845-1426-7
- 『アメリカ帝国主義と日本戦後国家の解体』（社会評論社） 2006.11　ISBN 978-4-7845-1459-5
- 『潜在的核保有と戦後国家』（社会評論社） 2011.10　ISBN 978-4-7845-1483-0
- 『戦後レジームと憲法平和主義 - “帝国継承”の柱に斧を』（れんが書房新社） 2016.4　ISBN 978-4846204204

### 編纂
- 『学生運動』（編、筑摩書房、現代革命の思想8） 1969
- 『新左翼とはなにか 革命主体の形成』（編、自由国民社） 1970

## 翻訳
- 『スターリン』第1 - 3（トロツキー、マルミュス編、佐野健治共訳、合同出版） 1967
- 『反権力の世代』（ハワード・ジン、合同出版） 1967
- 『氷の上の魂』（エルドリッジ・クリーヴァー、合同出版） 1969
- 『ニクソン - キッシンジャーの陰謀 アメリカの新アジア戦略』（ヴァージニア・ブロディン, マーク・セルデン編著、監訳、現代評論社） 1973
- 『アジアを犯す 新植民地主義の生態』（マーク・セルデン編、森谷文昭共監訳、河出書房新社） 1975
- 『援助貴族は貧困に巣喰う』（グレアム・ハンコック、監訳、朝日新聞社） 1992.4
- 『帝国への挑戦 世界社会フォーラム』（ジャイ・セン、アルトゥーロ・エスコバル, アニタ・アナンド, ピーター・ウォーターマン編、戸田清, 小倉利丸, 大屋定晴共監訳、作品社） 2005.2